# 刺马钱
刺马钱（学名：Strychnos cathayensis var. spinata）为马钱科马钱属下的一个变种。

## 扩展阅读
- 維基物種上的相關：刺马钱